# Manuel Diez García
Manuel Diez García (Victoria, 5 de abril de 1898-Santiago, 3 de marzo de 1954) fue un  profesor, abogado y político conservador chileno. 

## Primeros años de vida
Nació en Victoria, Malleco. Hijo de Juan Diez y Diez y Catalina García Alonso, ambos inmigrantes españoles originarios de León. Estudió en el Colegio de los Sagrados Corazones de Concepción, en el Seminario de Santiago. 
Luego ingresó a la Universidad de Chile y a la Pontificia Universidad Católica de Chile, titulándose de Profesor con mención en Castellano y de Educación Cívica (1921), con una tesis titulada “La Araucana”. 
Además, estudió Derecho, jurando como abogado (1923) con su tesis “Algunas consideraciones legales sobre la propiedad austral”.

### Matrimonios e hijos
Contrajo matrimonio con Yolanda Urzúa Ravanal (1924), con quien tuvo a:
- Sergio Diez Urzúa; Guillermo Diez Urzúa; Jaime Diez Urzúa; Mario Diez Urzúa; Yolanda Diez Urzúa.

En segundas nupcias con Victoria Silva Grez (1935), tuvieron a:
- Victoria Diez Silva; Manuel Diez Silva; Jimena Diez Silva.

## Vida pública
Se dedicó a la docencia en los Liceos de Talca y Curicó (1928-1941) y en el Instituto Politécnico de la Pontificia Universidad Católica de Chile.
Fue presidente y consejero del Banco Comercial de Curicó.
Ejerció como abogado en Talca, Curicó y Santiago. Fue abogado de la Oficina de Reconstrucción (1928-1932) y del Banco Español de Chile (1932-1937).
Dedicado también a la agricultura, explotando el fundo “María Yolanda” en Malleco.

## Actividades políticas
Militante del Partido Conservador y fue presidente de los estudiantes conservadores del Instituto Pedagógico de la Universidad de Chile (1920). Regidor de la Municipalidad de Curicó (1938-1941).
Fue elegido Diputado por la 12.ª agrupación departamental, correspondiente a las comunas de Talca, Curepto y Lontué (1941-1945), participando de la comisión permanente de Constitución, Legislación y Justicia.

## Membresías
Fue miembro de la Sociedad Nacional de Agricultura, del Club de La Unión y del Instituto de Estudios Legislativos de Santiago.